# I liga polska w koszykówce mężczyzn (2014/2015)
I liga polska w koszykówce mężczyzn 2014/2015 – 61. edycja drugiego poziomu rozgrywek koszykówki mężczyzn w Polsce, organizowana przez PZKosz. Triumfatorem rozgrywek został IB BM SlamStal Ostrów Wielkopolski.

## System rozgrywek
12 sierpnia 2014 roku Wydział Rozgrywek Departamentu Sportu PZKosz podał system i terminarz rozgrywek w sezonie 2014/2015:
Etap I
- Sezon zasadniczy: mecze odbyły się systemem kołowym. Kluby z miejsc 1-8 będą uczestniczyły w drugim etapie w rywalizacji o miejsca 1-8, kluby z miejsc 9-10 zakończyły udział w rozgrywkach, natomiast kluby z miejsc 11-16 uczestniczyły w fazie play-out.

Etap II
- Faza play-out: faza play-out odbyła się w dwóch etapach – pierwsza i druga runda. Gospodarzem pierwszych meczów w danej rywalizacji był klub, który zajął wyższe miejsce w tabeli sezonu zasadniczego.
  - Pierwsza runda: mecze odbyły się w parach 11-14, 12-13. Rywalizacja w parach toczyła się do dwóch zwycięstw, a ich zwycięzcy utrzymały się w lidze, natomiast przegrani rozegrały dodatkową rywalizację w drugiej rundzie.
  - Druga runda: Rywalizacja toczyła się do trzech zwycięstw, a jego zwycięzca utrzymał się w lidze, natomiast przegrany spadł do II ligi 2015/2016.
- Faza play-off: faza play-off odbyła się w trzech etapach – ćwierćfinały, półfinały oraz rywalizacja o 3. miejsce i finał. Gospodarzem pierwszych dwóch meczów w danej rywalizacja był klub, który zajął wyższe miejsce w tabeli sezonu zasadniczego.
  - Faza I (ćwierćfinały): mecze odbyły się w parach 1-8, 2-7, 3-6 oraz 4-5. Rywalizacja w parach toczyła się do trzech zwycięstw.
  - Faza II (półfinały): mecze odbyły się w parach 1/8 – 4/5 oraz 2/7 – 3/6. Rywalizacja w parach toczyła się do trzech zwycięstw. Zwycięzcy rywalizacji awansowali do finału, natomiast przegrani grali w meczu o 3. miejsce.
  - Faza III:
    - o 3. miejsce: w rywalizacji zagrały kluby, które przegrały swoje rywalizacje w półfinale. Rywalizacja toczyła się systemem mecz i rewanż. Zwycięzca rywalizacji zajęła 3. miejsce w klasyfikacji końcowej.
    - Finał: w finale zagrały kluby, które wygrały swoje rywalizacje w półfinale. Rywalizacja toczyła się do trzech zwycięstw. Zwycięzca rywalizacji awansował do Polskiej Ligi Koszykówki 2015/2016.

## Kluby
- ACK UTH Rosa Radom
- Astoria Bydgoszcz
- AZS Politechnika Poznań
- GKS Tychy
- GTK Fluor Gliwice
- IB BM SlamStal Ostrów Wielkopolski
- KKK Krosno
- KS Pogoń Prudnik
- Legia Warszawa
- PTG Sokół Łańcut
- SKK Siedlce
- Spójnia Stargard Szczeciński
- ZAGŁĘBIE S.A.
- Znicz Basket Pruszków

## Sezon zasadniczy

### Tabela końcowa
awans do play-off
     faza play-out
| Lp. | Drużyna                            | M  | Mecze | Mecze | Punkty | Punkty | Punkty | Punkty   | Pkt |
| Lp. | Drużyna                            | M  | W     | P     | +      | -      | +/−    | Stosunek | Pkt |
| --- | ---------------------------------- | -- | ----- | ----- | ------ | ------ | ------ | -------- | --- |
| 1.  | IB BM SlamStal Ostrów Wielkopolski | 26 | 20    | 6     | 2118   | 1817   | +301   | 0.7692   | 46  |
| 2.  | PTG Sokół Łańcut                   | 26 | 20    | 6     | 2018   | 1774   | +244   | 0.7692   | 46  |
| 3.  | KKK Krosno                         | 26 | 20    | 6     | 2117   | 1770   | +347   | 0.7692   | 46  |
| 4.  | Legia Warszawa                     | 26 | 15    | 11    | 2034   | 1770   | +264   | 0.5769   | 41  |
| 5.  | Spójnia Stargard Szczeciński       | 26 | 15    | 11    | 1840   | 1762   | +78    | 0.5769   | 41  |
| 6.  | Znicz Basket Pruszków              | 26 | 15    | 11    | 1937   | 1927   | +10    | 0.5769   | 41  |
| 7.  | ACK UTH Rosa Radom                 | 26 | 14    | 12    | 1979   | 1963   | +16    | 0.5385   | 40  |
| 8.  | ZAGŁĘBIE S.A.                      | 26 | 14    | 12    | 1983   | 1945   | +38    | 0.5385   | 40  |
| 9.  | GTK Fluor Gliwice                  | 26 | 11    | 15    | 1813   | 1903   | -90    | 0.4231   | 37  |
| 10. | GKS Tychy                          | 26 | 11    | 15    | 1813   | 1866   | -53    | 0.4231   | 37  |
| 11. | KS Pogoń Prudnik                   | 26 | 8     | 18    | 1795   | 1943   | -148   | 0.3077   | 34  |
| 12. | Astoria Bydgoszcz                  | 26 | 8     | 18    | 1755   | 2034   | -279   | 0.3077   | 34  |
| 13. | SKK Siedlce                        | 26 | 7     | 19    | 1757   | 2015   | -266   | 0.2692   | 33  |
| 14. | AZS Politechnika Poznań            | 26 | 4     | 22    | 1596   | 2058   | -462   | 0.1538   | 30  |

### Wyniki
| Gospodarz/Gość                     | RAD    | BYD    | POZ    | TYC   | GLI   | OST    | KRO    | PRU    | WAR    | ŁAŃ   | SIĘ   | STG   | SOS    | PRU    |
| ---------------------------------- | ------ | ------ | ------ | ----- | ----- | ------ | ------ | ------ | ------ | ----- | ----- | ----- | ------ | ------ |
| ACK UTH Rosa Radom                 | –      | 92–75  | 78–66  | 71–76 | 84–69 | 100–96 | 75–90  | 87–74  | 87–72  | 92–73 | 87–79 | 96–75 | 103–85 | 65–85  |
| Astoria Bydgoszcz                  | 72–71  | –      | 78–75  | 74–71 | 62–73 | 73–89  | 71–73  | 76–64  | 59–101 | 75–60 | 78–88 | 53–71 | 63–73  | 83–57  |
| AZS Politechnika Poznań            | 51–58  | 62–73  | –      | 75–73 | 68–66 | 60–71  | 58–110 | 61–55  | 60–76  | 45–64 | 65–61 | 43–76 | 59–83  | 74–100 |
| GKS Tychy                          | 78–56  | 79–83  | 73–60  | –     | 75–73 | 61–79  | 83–70  | 73–71  | 56–81  | 62–81 | 81–57 | 60–66 | 76–84  | 80–64  |
| GTK Fluor Gliwice                  | 71–72  | 83–68  | 65–60  | 78–58 | –     | 87–82  | 55–77  | 67–62  | 58–59  | 59–80 | 72–51 | 70–68 | 60–96  | 65–56  |
| IB BM SlamStal Ostrów Wielkopolski | 80–62  | 78–57  | 107–66 | 70–51 | 88–61 | –      | 80–65  | 96–67  | 86–79  | 72–67 | 83–69 | 79–67 | 83–50  | 94–71  |
| KKK Krosno                         | 101–73 | 90–38  | 99–71  | 78–50 | 74–77 | 86–87  | –      | 79–65  | 62–52  | 74–73 | 84–72 | 85–76 | 83–75  | 96–78  |
| KS Pogoń Prudnik                   | 61–55  | 90–62  | 82–65  | 60–76 | 89–80 | 66–60  | 66–93  | –      | 70–81  | 63–82 | 72–56 | 66–67 | 72–84  | 89–71  |
| Legia Warszawa                     | 63–73  | 82–74  | 99–41  | 75–76 | 80–86 | 69–80  | 72–64  | 101–61 | –      | 82–87 | 69–39 | 79–69 | 88–57  | 97–68  |
| PTG Sokół Łańcut                   | 77–52  | 71–51  | 89–64  | 77–76 | 82–72 | 93–80  | 67–64  | 83–68  | 76–78  | –     | 92–69 | 72–58 | 87–81  | 84–62  |
| SKK Siedlce                        | 64–86  | 76–64  | 74–67  | 72–69 | 78–74 | 69–90  | 59–89  | 73–72  | 58–89  | 71–77 | –     | 61–70 | 69–60  | 69–79  |
| Spójnia Stargard Szczeciński       | 71–55  | 67–49  | 78–59  | 79–74 | 79–64 | 64–77  | 53–57  | 93–71  | 73–66  | 67–79 | 69–60 | –     | 58–60  | 72–68  |
| ZAGŁĘBIE S.A.                      | 77–68  | 106–76 | 95–67  | 69–78 | 75–70 | 79–67  | 78–96  | 55–62  | 78–75  | 58–74 | 85–69 | 72–73 | –      | 71–60  |
| Znicz Basket Pruszków              | 82–81  | 92–68  | 75–54  | 63–48 | 80–58 | 78–64  | 66–78  | 67–57  | 72–69  | 79–71 | 82–80 | 87–81 | 95–79  | –      |

### Mecz po meczu – zwycięstwa, porażki
| Drużyna \ Mecz                     | 1                  | 2 | 3 | 4 | 5 | 6 | 7 | 8 | 9 | 10 | 11 | 12 | 13 | 14 | 15 | 16 | 17 | 18 | 19 | 20 | 21 | 22 | 23 | 24 | 25 | 26 | Poz. |    |
| ---------------------------------- | ------------------ | - | - | - | - | - | - | - | - | -- | -- | -- | -- | -- | -- | -- | -- | -- | -- | -- | -- | -- | -- | -- | -- | -- | ---- | -- |
| Drużyna \ Mecz                     | ACK UTH Rosa Radom | P | Z | P | P | P | P | Z | Z | P  | Z  | Z  | P  | Z  | Z  | Z  | Z  | Z  | P  | P  | P  | Z  | P  | Z  | P  | Z  | Z    | 7. |
| Astoria Bydgoszcz                  | P                  | P | Z | P | Z | P | P | Z | Z | P  | Z  | P  | Z  | P  | P  | P  | P  | P  | P  | P  | Z  | P  | P  | P  | P  | P  | 12.  |    |
| AZS Politechnika Poznań            | Z                  | P | P | P | P | P | P | Z | P | P  | P  | P  | P  | P  | Z  | P  | P  | Z  | P  | P  | P  | P  | P  | P  | P  | P  | 14.  |    |
| GKS Tychy                          | P                  | Z | P | Z | Z | P | P | P | Z | Z  | P  | P  | P  | P  | P  | P  | Z  | P  | P  | Z  | P  | Z  | P  | Z  | Z  | Z  | 10.  |    |
| GTK Fluor Gliwice                  | Z                  | P | P | Z | P | P | Z | P | Z | P  | P  | P  | Z  | Z  | P  | Z  | P  | P  | Z  | P  | Z  | P  | Z  | Z  | P  | P  | 9.   |    |
| IB BM SlamStal Ostrów Wielkopolski | Z                  | Z | Z | Z | Z | Z | Z | Z | P | Z  | P  | Z  | P  | P  | Z  | Z  | Z  | Z  | P  | Z  | P  | Z  | Z  | Z  | Z  | Z  | 1.   |    |
| KKK Krosno                         | Z                  | Z | Z | Z | Z | Z | Z | Z | Z | P  | Z  | P  | Z  | P  | P  | P  | Z  | Z  | Z  | Z  | Z  | Z  | Z  | Z  | P  | Z  | 3.   |    |
| KS Pogoń Prudnik                   | P                  | Z | Z | P | Z | P | P | P | P | Z  | P  | Z  | P  | Z  | P  | P  | P  | P  | Z  | P  | P  | P  | P  | Z  | P  | P  | 11.  |    |
| Legia Warszawa                     | P                  | P | Z | Z | P | Z | P | Z | Z | P  | Z  | Z  | P  | Z  | Z  | P  | Z  | Z  | Z  | P  | Z  | P  | Z  | P  | Z  | P  | 4.   |    |
| PTG Sokół Łańcut                   | Z                  | P | Z | Z | Z | Z | Z | P | Z | Z  | Z  | Z  | P  | Z  | Z  | P  | Z  | Z  | Z  | Z  | Z  | Z  | P  | Z  | Z  | Z  | 2.   |    |
| SKK Siedlce                        | P                  | P | P | P | P | Z | Z | P | P | P  | P  | P  | Z  | Z  | P  | Z  | P  | P  | P  | Z  | P  | P  | P  | Z  | P  | P  | 13.  |    |
| Spójnia Stargard Szczeciński       | Z                  | Z | Z | Z | P | P | Z | Z | P | P  | P  | Z  | P  | Z  | Z  | Z  | P  | P  | P  | Z  | P  | Z  | Z  | P  | Z  | Z  | 5.   |    |
| ZAGŁĘBIE S.A.                      | P                  | P | P | P | Z | Z | P | P | P | Z  | Z  | Z  | Z  | Z  | Z  | Z  | P  | Z  | Z  | Z  | P  | Z  | P  | P  | P  | Z  | 8.   |    |
| Znicz Basket Pruszków              | Z                  | Z | P | P | P | Z | P | P | Z | Z  | Z  | Z  | Z  | P  | P  | Z  | Z  | Z  | Z  | P  | Z  | P  | Z  | P  | Z  | P  | 6.   |    |

### Statystyki po sezonie zasadniczym

#### Liderzy statystyk indywidualnych według średniej
| Kategoria                  | Zawodnik           | Klub                               | Wynik  |
| -------------------------- | ------------------ | ---------------------------------- | ------ |
| Punkty                     | Daniel Szymkiewicz | ACK UTH Rosa Radom                 | 15,86  |
| Zbiórki                    | Rafał Bigus        | Spójnia Stargard Szczeciński       | 11,21  |
| Asysty                     | Łukasz Wilczek     | Legia Warszawa                     | 7,70   |
| Przechwyty                 | Łukasz Żytko       | Spójnia Stargard Szczeciński       | 2,38   |
| Bloki                      | Cezary Trybański   | Legia Warszawa                     | 2,10   |
| Straty                     | Jakub Schenk       | ACK UTH Rosa Radom                 | 3,46   |
| Faule                      | Dorian Szyttenholm | Astoria Bydgoszcz                  | 3,54   |
| Czas gry                   | Paweł Bogdanowicz  | ZAGŁĘBIE S.A.                      | 35:20  |
| Skuteczność z gry          | Cezary Trybański   | Legia Warszawa                     | 71,20% |
| Skuteczność rzutów wolnych | Marcin Kowalewski  | Znicz Basket Pruszków              | 89,70% |
| Skuteczność za 3           | Damian Jeszke      | ACK UTH Rosa Radom                 | 47,30% |
| Eval                       | Tomasz Ochońko     | IB BM SlamStal Ostrów Wielkopolski | 12,15  |

#### Liderzy statystyk drużynowych według średniej
| Kategoria                    | Klub                               | Wynik  |
| ---------------------------- | ---------------------------------- | ------ |
| Punkty                       | IB BM SlamStal Ostrów Wielkopolski | 81,50  |
| Zbiórki                      | Legia Warszawa                     | 41,15  |
| Asysty                       | KKK Krosno                         | 19,50  |
| Przechwyty                   | AZS Politechnika Poznań            | 9,54   |
| Bloki                        | PTG Sokół Łańcut                   | 4,12   |
| Straty                       | SKK Siedlce                        | 18,80  |
| Skuteczność z gry            | KKK Krosno                         | 48,70% |
| Skuteczność z rzutów wolnych | ACK UTH Rosa Radom                 | 75,10% |
| Skuteczność za 3             | KKK Krosno                         | 37,20% |

## Faza play-out

### Pierwsza runda
| 11 kwietnia 2015 17:30 | Raport | KS Pogoń Prudnik 68 – 59 AZS Politechnika Poznań                   | KS Pogoń Prudnik 68 – 59 AZS Politechnika Poznań | KS Pogoń Prudnik 68 – 59 AZS Politechnika Poznań   |  | Prudnik Sędziowie: Jacek Litawa, Rafał Zuchowicz, Błażej Rymarczyk |
| 11 kwietnia 2015 17:30 | Raport | Rezultaty w kwartach: 22–14, 15–23, 16–11, 15–11                   |                                                  |                                                    |  | Prudnik Sędziowie: Jacek Litawa, Rafał Zuchowicz, Błażej Rymarczyk |
| 11 kwietnia 2015 17:30 | Raport | Pkt: Chmielarz, Nowakowski po 17 Zb: Nowakowski 17 As: Chmielarz 5 |                                                  | Pkt: Baszak 11 Zb: Budnikowski 7 As: Rzeczkowski 4 |  | Prudnik Sędziowie: Jacek Litawa, Rafał Zuchowicz, Błażej Rymarczyk |

| 18 kwietnia 2015 19:00 | Raport | AZS Politechnika Poznań 77 – 82 KS Pogoń Prudnik | AZS Politechnika Poznań 77 – 82 KS Pogoń Prudnik | AZS Politechnika Poznań 77 – 82 KS Pogoń Prudnik                  |  | Prudnik Sędziowie: Janusz Kiełbiński, Andrzej Walczak, Marcin Wasilewski |
| 18 kwietnia 2015 19:00 | Raport | Rezultaty w kwartach: 16–23, 18–25, 25–17, 21–17 |                                                  |                                                                   |  | Prudnik Sędziowie: Janusz Kiełbiński, Andrzej Walczak, Marcin Wasilewski |
| 18 kwietnia 2015 19:00 | Raport | Pkt: Baszak 25 Zb: Budnikowski 7 As: Rutkowski 3 |                                                  | Pkt: Nowakowski, Stalicki po 16 Zb: Nowakowski 12 As: Lipowczyk 5 |  | Prudnik Sędziowie: Janusz Kiełbiński, Andrzej Walczak, Marcin Wasilewski |
| 18 kwietnia 2015 19:00 | Raport | KS Pogoń Prudnik wygrywa serię 2–0               |                                                  |                                                                   |  | Prudnik Sędziowie: Janusz Kiełbiński, Andrzej Walczak, Marcin Wasilewski |

| 12 kwietnia 2015 19:00 | Raport | Astoria Bydgoszcz 77 – 65 SKK Siedlce                            | Astoria Bydgoszcz 77 – 65 SKK Siedlce | Astoria Bydgoszcz 77 – 65 SKK Siedlce           |  | Bydgoszcz Sędziowie: Adam Krasuski, Piotr Kustosz, Cezary Kurowski |
| 12 kwietnia 2015 19:00 | Raport | Rezultaty w kwartach: 23–17, 22–17, 13–15, 19–16                 |                                       |                                                 |  | Bydgoszcz Sędziowie: Adam Krasuski, Piotr Kustosz, Cezary Kurowski |
| 12 kwietnia 2015 19:00 | Raport | Pkt: Kutta 19 Zb: Szyttenholm 13 As: Barszczyk, Lewandowski po 5 |                                       | Pkt: Ratajczak 16 Zb: Ratajczak 12 As: Dębski 5 |  | Bydgoszcz Sędziowie: Adam Krasuski, Piotr Kustosz, Cezary Kurowski |

| 18 kwietnia 2015 18:00 | Raport | SKK Siedlce 88 – 85 Astoria Bydgoszcz                     | SKK Siedlce 88 – 85 Astoria Bydgoszcz | SKK Siedlce 88 – 85 Astoria Bydgoszcz               | OT | Siedlce Sędziowie: Grzegorz Dziopak, Jacek Dolski, Tomasz Szczurewski |
| 18 kwietnia 2015 18:00 | Raport | Rezultaty w kwartach: 26–19, 16–23, 18–17, 18–19 OT: 10–7 |                                       |                                                     | OT | Siedlce Sędziowie: Grzegorz Dziopak, Jacek Dolski, Tomasz Szczurewski |
| 18 kwietnia 2015 18:00 | Raport | Pkt: Sobiło 25 Zb: Dębski 12 As: Bal, Sobiło po 3         |                                       | Pkt: Prostak 29 Zb: Lewandowski 7 As: Lewandowski 4 | OT | Siedlce Sędziowie: Grzegorz Dziopak, Jacek Dolski, Tomasz Szczurewski |

| 22 kwietnia 2015 19:00 | Raport | Astoria Bydgoszcz 69 – 49 SKK Siedlce               | Astoria Bydgoszcz 69 – 49 SKK Siedlce | Astoria Bydgoszcz 69 – 49 SKK Siedlce                        |  | Bydgoszcz Sędziowie: Marek Januszonek, Paweł Baran, Mirosław Wysocki |
| 22 kwietnia 2015 19:00 | Raport | Rezultaty w kwartach: 17–13, 19–9, 16–19, 17–8      |                                       |                                                              |  | Bydgoszcz Sędziowie: Marek Januszonek, Paweł Baran, Mirosław Wysocki |
| 22 kwietnia 2015 19:00 | Raport | Pkt: Lewandowski 20 Zb: Szyttenholm 8 As: Prostak 7 |                                       | Pkt: Ratajczak 13 Zb: Gawrzydek 8 As: Michalski, Sulima po 2 |  | Bydgoszcz Sędziowie: Marek Januszonek, Paweł Baran, Mirosław Wysocki |
| 22 kwietnia 2015 19:00 | Raport | Astoria Bydgoszcz wygrywa serię 2–1                 |                                       |                                                              |  | Bydgoszcz Sędziowie: Marek Januszonek, Paweł Baran, Mirosław Wysocki |

### Druga runda
| 25 kwietnia 2015 19:00 | Raport | SKK Siedlce 80 – 84 AZS Politechnika Poznań            | SKK Siedlce 80 – 84 AZS Politechnika Poznań | SKK Siedlce 80 – 84 AZS Politechnika Poznań     |  | Siedlce Sędziowie: Damian Kuziora, Damian Myszka, Arkadiusz Wojna |
| 25 kwietnia 2015 19:00 | Raport | Rezultaty w kwartach: 22–12, 23–15, 12–25, 23–32       |                                             |                                                 |  | Siedlce Sędziowie: Damian Kuziora, Damian Myszka, Arkadiusz Wojna |
| 25 kwietnia 2015 19:00 | Raport | Pkt: Sulima, Weres po 22 Zb: Ratajczak 14 As: Sobiło 4 |                                             | Pkt: Baszak 24 Zb: Budnikowski 10 As: Krawiec 6 |  | Siedlce Sędziowie: Damian Kuziora, Damian Myszka, Arkadiusz Wojna |

| 26 kwietnia 2015 16:00 | Raport | SKK Siedlce 72 – 45 AZS Politechnika Poznań     | SKK Siedlce 72 – 45 AZS Politechnika Poznań | SKK Siedlce 72 – 45 AZS Politechnika Poznań               |  | Siedlce Sędziowie: Grzegorz Dziopak, Andrzej Walczak, Marcin Wasilewski |
| 26 kwietnia 2015 16:00 | Raport | Rezultaty w kwartach: 16–13, 23–14, 13–10, 20–8 |                                             |                                                           |  | Siedlce Sędziowie: Grzegorz Dziopak, Andrzej Walczak, Marcin Wasilewski |
| 26 kwietnia 2015 16:00 | Raport | Pkt: Sobiło 15 Zb: Ratajczak 14 As: Ratajczak 4 |                                             | Pkt: Baszak 11 Zb: trzech zawodników po 6 As: Rostalski 3 |  | Siedlce Sędziowie: Grzegorz Dziopak, Andrzej Walczak, Marcin Wasilewski |

| 2 maja 2015 18:00 | Raport | AZS Politechnika Poznań 81 – 65 SKK Siedlce            | AZS Politechnika Poznań 81 – 65 SKK Siedlce | AZS Politechnika Poznań 81 – 65 SKK Siedlce              |  | Poznań Sędziowie: Marek Januszonek, Jacek Dolski, Tomasz Szczurewski |
| 2 maja 2015 18:00 | Raport | Rezultaty w kwartach: 26–14, 13–9, 20–21, 22–21        |                                             |                                                          |  | Poznań Sędziowie: Marek Januszonek, Jacek Dolski, Tomasz Szczurewski |
| 2 maja 2015 18:00 | Raport | Pkt: Baszak 21 Zb: Baszak 8 As: Baszak, Rutkowski po 4 |                                             | Pkt: Sobiło, Weres po 20 Zb: Ratajczak 9 As: Michalski 4 |  | Poznań Sędziowie: Marek Januszonek, Jacek Dolski, Tomasz Szczurewski |

| 3 maja 2015 18:00 | Raport | AZS Politechnika Poznań 75 – 87 SKK Siedlce                       | AZS Politechnika Poznań 75 – 87 SKK Siedlce | AZS Politechnika Poznań 75 – 87 SKK Siedlce                  | OT | Poznań Sędziowie: Adam Krasuski, Paweł Baran, Grzegorz Szeremeta |
| 3 maja 2015 18:00 | Raport | Rezultaty w kwartach: 18–16, 23–21, 12–17, 14–13 OT: 8–20         |                                             |                                                              | OT | Poznań Sędziowie: Adam Krasuski, Paweł Baran, Grzegorz Szeremeta |
| 3 maja 2015 18:00 | Raport | Pkt: Baszak 15 Zb: Budnikowski 10 As: Rutkowski, Rzeczkowski po 3 |                                             | Pkt: Michalski 18 Zb: Ratajczak, Weres po 8 As: Michalski 11 | OT | Poznań Sędziowie: Adam Krasuski, Paweł Baran, Grzegorz Szeremeta |

| 6 maja 2015 18:00 | Raport | SKK Siedlce 78 – 69 AZS Politechnika Poznań                                                           | SKK Siedlce 78 – 69 AZS Politechnika Poznań | SKK Siedlce 78 – 69 AZS Politechnika Poznań                       |  | Siedlce Sędziowie: Grzegorz Dziopak, Damian Kuziora, Damian Myszka |
| 6 maja 2015 18:00 | Raport | Rezultaty w kwartach: 21–22, 12–16, 18–16, 27–15                                                      |                                             |                                                                   |  | Siedlce Sędziowie: Grzegorz Dziopak, Damian Kuziora, Damian Myszka |
| 6 maja 2015 18:00 | Raport | Pkt: Weres 18 Zb: Dębski 7 As: Bal, Michalski po 6                                                    |                                             | Pkt: trzech zawodników po 12 Zb: Budnikowski 12 As: Budnikowski 5 |  | Siedlce Sędziowie: Grzegorz Dziopak, Damian Kuziora, Damian Myszka |
| 6 maja 2015 18:00 | Raport | SKK Siedlce wygrywa serię 3–2 i utrzymuje się w lidze, natomiast AZS Politechnika Poznań spada z ligi |                                             |                                                                   |  | Siedlce Sędziowie: Grzegorz Dziopak, Damian Kuziora, Damian Myszka |

## Faza play-off
|  |             |                                    |             |                  |   |          |                                    |          |  |  |       |       |       |
|  | Ćwierćfinał | Ćwierćfinał                        | Ćwierćfinał |                  |   | Półfinał | Półfinał                           | Półfinał |  |  | Finał | Finał | Finał |
|  | Ćwierćfinał | Ćwierćfinał                        | Ćwierćfinał |                  |   | Półfinał | Półfinał                           | Półfinał |  |  | Finał | Finał | Finał |
|  |             |                                    |             |                  |   |          |                                    |          |  |  |       |       |       |
|  |             |                                    |             |                  |   |          |                                    |          |  |  |       |       |       |
|  | 1           | IB BM SlamStal Ostrów Wielkopolski | 3           |                  |   |          |                                    |          |  |  |       |       |       |
|  | 1           | IB BM SlamStal Ostrów Wielkopolski | 3           |                  |   |          |                                    |          |  |  |       |       |       |
|  | 8           | ZAGŁĘBIE S.A.                      | 0           |                  |   |          |                                    |          |  |  |       |       |       |
|  | 8           | ZAGŁĘBIE S.A.                      | 0           |                  |   | 1        | IB BM SlamStal Ostrów Wielkopolski | 3        |  |  |       |       |       |
|  |             |                                    |             |                  |   | 1        | IB BM SlamStal Ostrów Wielkopolski | 3        |  |  |       |       |       |
|  |             |                                    | 4           | Legia Warszawa   | 2 |          |                                    |          |  |  |       |       |       |
|  | 4           | Legia Warszawa                     | 4           | Legia Warszawa   | 2 | 3        |                                    |          |  |  |       |       |       |
|  | 4           | Legia Warszawa                     |             |                  |   |          |                                    |          |  |  |       |       |       |
|  | 5           | Spójnia Stargard Szczeciński       | 1           |                  |   |          |                                    |          |  |  |       |       |       |
|  | 5           | Spójnia Stargard Szczeciński       | 1           |                  |   | 1        | IB BM SlamStal Ostrów Wielkopolski | 3        |  |  |       |       |       |
|  |             |                                    |             |                  |   |          |                                    |          |  |  |       |       |       |
|  |             |                                    | 2           | PTG Sokół Łańcut | 1 |          |                                    |          |  |  |       |       |       |
|  | 2           | PTG Sokół Łańcut                   | 2           | PTG Sokół Łańcut | 1 | 3        |                                    |          |  |  |       |       |       |
|  | 2           | PTG Sokół Łańcut                   |             |                  |   |          |                                    |          |  |  |       |       |       |
|  | 7           | ACK UTH Rosa Radom                 | 0           |                  |   |          |                                    |          |  |  |       |       |       |
|  | 7           | ACK UTH Rosa Radom                 | 0           |                  |   | 2        | PTG Sokół Łańcut                   | 3        |  |  |       |       |       |
|  |             |                                    |             |                  |   | 2        | PTG Sokół Łańcut                   | 3        |  |  |       |       |       |
|  |             |                                    | 3           | KKK Krosno       | 2 |          |                                    |          |  |  |       |       |       |
|  | 3           | KKK Krosno                         | 3           | KKK Krosno       | 2 | 3        |                                    |          |  |  |       |       |       |
|  | 3           | KKK Krosno                         |             |                  |   |          |                                    |          |  |  |       |       |       |
|  | 6           | Znicz Basket Pruszków              | 0           |                  |   |          |                                    |          |  |  |       |       |       |
|  | 6           | Znicz Basket Pruszków              | 0           |                  |   |          |                                    |          |  |  |       |       |       |

o 3. miejsce
|  |              |                |   |
|  | o 3. miejsce |                |   |
|  |              |                |   |
|  |              |                |   |
|  |              |                |   |
|  | 4            | Legia Warszawa | 0 |
|  | 4            | Legia Warszawa | 0 |
|  | 3            | KKK Krosno     | 2 |
|  | 3            | KKK Krosno     | 2 |
|  |              |                |   |

### Ćwierćfinały
| 11 kwietnia 2015 18:30 | Raport | IB BM SlamStal Ostrów Wielkopolski 92 – 65 ZAGŁĘBIE S.A. | IB BM SlamStal Ostrów Wielkopolski 92 – 65 ZAGŁĘBIE S.A. | IB BM SlamStal Ostrów Wielkopolski 92 – 65 ZAGŁĘBIE S.A. |  | Ostrów Wielkopolski Sędziowie: Andrzej Walczak, Łukasz Jankowski, Maciej Dębowski |
| 11 kwietnia 2015 18:30 | Raport | Rezultaty w kwartach: 19–16, 22–17, 33–20, 18–12         |                                                          |                                                          |  | Ostrów Wielkopolski Sędziowie: Andrzej Walczak, Łukasz Jankowski, Maciej Dębowski |
| 11 kwietnia 2015 18:30 | Raport | Pkt: Żurawski 20 Zb: Andrzejewski 7 As: Ochońko 6        |                                                          | Pkt: Kosiński 15 Zb: Nowerski 10 As: Mordzak 6           |  | Ostrów Wielkopolski Sędziowie: Andrzej Walczak, Łukasz Jankowski, Maciej Dębowski |

| 12 kwietnia 2015 18:30 | Raport | IB BM SlamStal Ostrów Wielkopolski 84 – 77 ZAGŁĘBIE S.A.     | IB BM SlamStal Ostrów Wielkopolski 84 – 77 ZAGŁĘBIE S.A. | IB BM SlamStal Ostrów Wielkopolski 84 – 77 ZAGŁĘBIE S.A. |  | Ostrów Wielkopolski Sędziowie: Marek Januszonek, Marcin Wasilewski, Michał Trypuć |
| 12 kwietnia 2015 18:30 | Raport | Rezultaty w kwartach: 19–9, 25–24, 23–19, 17–25              |                                                          |                                                          |  | Ostrów Wielkopolski Sędziowie: Marek Januszonek, Marcin Wasilewski, Michał Trypuć |
| 12 kwietnia 2015 18:30 | Raport | Pkt: Pisarczyk, Suliński po 19 Zb: Żurawski 12 As: Ochońko 4 |                                                          | Pkt: Mordzak 23 Zb: Bogdanowicz 11 As: Mordzak 5         |  | Ostrów Wielkopolski Sędziowie: Marek Januszonek, Marcin Wasilewski, Michał Trypuć |

| 18 kwietnia 2015 17:00 | Raport | ZAGŁĘBIE S.A. 68 – 89 IB BM SlamStal Ostrów Wielkopolski | ZAGŁĘBIE S.A. 68 – 89 IB BM SlamStal Ostrów Wielkopolski | ZAGŁĘBIE S.A. 68 – 89 IB BM SlamStal Ostrów Wielkopolski          |  | Sosnowiec Sędziowie: Marek Czernek, Damian Myszka, Bartłomiej Kucharski |
| 18 kwietnia 2015 17:00 | Raport | Rezultaty w kwartach: 19–29, 11–29, 24–19, 14–12         |                                                          |                                                                   |  | Sosnowiec Sędziowie: Marek Czernek, Damian Myszka, Bartłomiej Kucharski |
| 18 kwietnia 2015 17:00 | Raport | Pkt: Przyborowski 17 Zb: Nowerski 8 As: Piechowicz 3     |                                                          | Pkt: Andrzejewski 20 Zb: Adamczewski 8 As: trzech zawodników po 4 |  | Sosnowiec Sędziowie: Marek Czernek, Damian Myszka, Bartłomiej Kucharski |
| 18 kwietnia 2015 17:00 | Raport | IB BM SlamStal Ostrów Wielkopolski wygrywa serię 3–0     |                                                          |                                                                   |  | Sosnowiec Sędziowie: Marek Czernek, Damian Myszka, Bartłomiej Kucharski |

| 11 kwietnia 2015 19:16 | Raport | Legia Warszawa 83 – 65 Spójnia Stargard Szczeciński  | Legia Warszawa 83 – 65 Spójnia Stargard Szczeciński | Legia Warszawa 83 – 65 Spójnia Stargard Szczeciński   |  | Warszawa Sędziowie: Grzegorz Dziopak, Damian Kuziora, Marcin Olejnik |
| 11 kwietnia 2015 19:16 | Raport | Rezultaty w kwartach: 24–15, 17–18, 16–12, 28–18     |                                                     |                                                       |  | Warszawa Sędziowie: Grzegorz Dziopak, Damian Kuziora, Marcin Olejnik |
| 11 kwietnia 2015 19:16 | Raport | Pkt: Bierwagen 20 Zb: M. Wilczek 11 As: Ł. Wilczek 9 |                                                     | Pkt: Pluta 21 Zb: Koszuta, Soczewski po 5 As: Żytko 6 |  | Warszawa Sędziowie: Grzegorz Dziopak, Damian Kuziora, Marcin Olejnik |

| 12 kwietnia 2015 17:00 | Raport | Legia Warszawa 73 – 61 Spójnia Stargard Szczeciński  | Legia Warszawa 73 – 61 Spójnia Stargard Szczeciński | Legia Warszawa 73 – 61 Spójnia Stargard Szczeciński |  | Warszawa Sędziowie: Damian Myszka, Jacek Dolski, Tomasz Szczurewski |
| 12 kwietnia 2015 17:00 | Raport | Rezultaty w kwartach: 11–24, 21–16, 20–14, 21–7      |                                                     |                                                     |  | Warszawa Sędziowie: Damian Myszka, Jacek Dolski, Tomasz Szczurewski |
| 12 kwietnia 2015 17:00 | Raport | Pkt: Ł. Wilczek 18 Zb: M. Wilczek 6 As: Ł. Wilczek 9 |                                                     | Pkt: Pluta 20 Zb: Bodych 9 As: Stokłosa 5           |  | Warszawa Sędziowie: Damian Myszka, Jacek Dolski, Tomasz Szczurewski |

| 18 kwietnia 2015 18:00 | Raport | Spójnia Stargard Szczeciński 72 – 63 Legia Warszawa        | Spójnia Stargard Szczeciński 72 – 63 Legia Warszawa | Spójnia Stargard Szczeciński 72 – 63 Legia Warszawa |  | Stargard Szczeciński Sędziowie: Marek Borowy, Piotr Kustosz, Cezary Kurowski |
| 18 kwietnia 2015 18:00 | Raport | Rezultaty w kwartach: 10–18, 15–25, 25–12, 22–8            |                                                     |                                                     |  | Stargard Szczeciński Sędziowie: Marek Borowy, Piotr Kustosz, Cezary Kurowski |
| 18 kwietnia 2015 18:00 | Raport | Pkt: Stokłosa 20 Zb: Bodych, Soczewski po 8 As: Stokłosa 3 |                                                     | Pkt: Bierwagen 11 Zb: Cechniak 8 As: Bierwagen 5    |  | Stargard Szczeciński Sędziowie: Marek Borowy, Piotr Kustosz, Cezary Kurowski |

| 19 kwietnia 2015 17:00 | Raport | Spójnia Stargard Szczeciński 65 – 76 Legia Warszawa | Spójnia Stargard Szczeciński 65 – 76 Legia Warszawa | Spójnia Stargard Szczeciński 65 – 76 Legia Warszawa |  | Stargard Szczeciński Sędziowie: Janusz Kiełbiński, Andrzej Walczak, Marcin Wasilewski |
| 19 kwietnia 2015 17:00 | Raport | Rezultaty w kwartach: 15–23, 17–27, 21–6, 12–20     |                                                     |                                                     |  | Stargard Szczeciński Sędziowie: Janusz Kiełbiński, Andrzej Walczak, Marcin Wasilewski |
| 19 kwietnia 2015 17:00 | Raport | Pkt: Stokłosa 23 Zb: Bodych 7 As: Koszuta 4         |                                                     | Pkt: Kobus 20 Zb: Trybański 13 As: Ł. Wilczek 4     |  | Stargard Szczeciński Sędziowie: Janusz Kiełbiński, Andrzej Walczak, Marcin Wasilewski |
| 19 kwietnia 2015 17:00 | Raport | Legia Warszawa wygrywa serię 3–1                    |                                                     |                                                     |  | Stargard Szczeciński Sędziowie: Janusz Kiełbiński, Andrzej Walczak, Marcin Wasilewski |

| 11 kwietnia 2015 17:30 | Raport | PTG Sokół Łańcut 80 – 74 ACK UTH Rosa Radom               | PTG Sokół Łańcut 80 – 74 ACK UTH Rosa Radom | PTG Sokół Łańcut 80 – 74 ACK UTH Rosa Radom | OT | Łańcut Sędziowie: Marek Czernek, Mateusz Tychowski, Marcin Gandor |
| 11 kwietnia 2015 17:30 | Raport | Rezultaty w kwartach: 19–12, 16–22, 16–9, 11–19 OT: 18–12 |                                             |                                             | OT | Łańcut Sędziowie: Marek Czernek, Mateusz Tychowski, Marcin Gandor |
| 11 kwietnia 2015 17:30 | Raport | Pkt: Klima 17 Zb: Fortuna 11 As: Bręk 6                   |                                             | Pkt: Bonarek 16 Zb: Schenk 9 As: Schenk 7   | OT | Łańcut Sędziowie: Marek Czernek, Mateusz Tychowski, Marcin Gandor |

| 12 kwietnia 2015 17:30 | Raport | PTG Sokół Łańcut 84 – 59 ACK UTH Rosa Radom     | PTG Sokół Łańcut 84 – 59 ACK UTH Rosa Radom | PTG Sokół Łańcut 84 – 59 ACK UTH Rosa Radom                  |  | Łańcut Sędziowie: Marek Borowy, Mirosław Wysocki, Robert Rydz |
| 12 kwietnia 2015 17:30 | Raport | Rezultaty w kwartach: 25–9, 17–12, 29–15, 13–23 |                                             |                                                              |  | Łańcut Sędziowie: Marek Borowy, Mirosław Wysocki, Robert Rydz |
| 12 kwietnia 2015 17:30 | Raport | Pkt: Kulikowski 18 Zb: Wrona 10 As: Bręk 7      |                                             | Pkt: Stopierzyński 11 Zb: Bonarek, Zegzuła po 7 As: Schenk 3 |  | Łańcut Sędziowie: Marek Borowy, Mirosław Wysocki, Robert Rydz |

| 18 kwietnia 2015 15:00 | Raport | ACK UTH Rosa Radom 60 – 88 PTG Sokół Łańcut               | ACK UTH Rosa Radom 60 – 88 PTG Sokół Łańcut | ACK UTH Rosa Radom 60 – 88 PTG Sokół Łańcut        |  | Radom Sędziowie: Adam Krasuski, Arkadiusz Wojna, Grzegorz Szeremeta |
| 18 kwietnia 2015 15:00 | Raport | Rezultaty w kwartach: 12–20, 9–22, 21–28, 18–18           |                                             |                                                    |  | Radom Sędziowie: Adam Krasuski, Arkadiusz Wojna, Grzegorz Szeremeta |
| 18 kwietnia 2015 15:00 | Raport | Pkt: Bonarek 13 Zb: Bonarek, Czajkowski po 5 As: Schenk 3 |                                             | Pkt: Kulikowski 18 Zb: Pisarczyk 9 As: Pisarczyk 4 |  | Radom Sędziowie: Adam Krasuski, Arkadiusz Wojna, Grzegorz Szeremeta |
| 18 kwietnia 2015 15:00 | Raport | PTG Sokół Łańcut wygrywa serię 3–0                        |                                             |                                                    |  | Radom Sędziowie: Adam Krasuski, Arkadiusz Wojna, Grzegorz Szeremeta |

| 11 kwietnia 2015 18:00 | Raport | KKK Krosno 78 – 63 Znicz Basket Pruszków                          | KKK Krosno 78 – 63 Znicz Basket Pruszków | KKK Krosno 78 – 63 Znicz Basket Pruszków        |  | Krosno Sędziowie: Janusz Kiełbiński, Tomasz Tybor, Tomasz Langowski |
| 11 kwietnia 2015 18:00 | Raport | Rezultaty w kwartach: 24–14, 19–12, 18–19, 17–18                  |                                          |                                                 |  | Krosno Sędziowie: Janusz Kiełbiński, Tomasz Tybor, Tomasz Langowski |
| 11 kwietnia 2015 18:00 | Raport | Pkt: Oczkowicz 20 Zb: Dłuski, Andrzej Misiewicz po 10 As: Baran 8 |                                          | Pkt: Kowalewski 15 Zb: Linowski 10 As: Hybiak 5 |  | Krosno Sędziowie: Janusz Kiełbiński, Tomasz Tybor, Tomasz Langowski |

| 12 kwietnia 2015 18:00 | Raport | KKK Krosno 81 – 72 Znicz Basket Pruszków         | KKK Krosno 81 – 72 Znicz Basket Pruszków | KKK Krosno 81 – 72 Znicz Basket Pruszków       |  | Krosno Sędziowie: Paweł Baran, Arkadiusz Wojna, Michał Kuzia |
| 12 kwietnia 2015 18:00 | Raport | Rezultaty w kwartach: 17–18, 28–13, 15–19, 21–22 |                                          |                                                |  | Krosno Sędziowie: Paweł Baran, Arkadiusz Wojna, Michał Kuzia |
| 12 kwietnia 2015 18:00 | Raport | Pkt: Salamonik 19 Zb: Dłuski 12 As: Baran 4      |                                          | Pkt: Kaczmarzyk 26 Zb: Linowski 9 As: Hybiak 6 |  | Krosno Sędziowie: Paweł Baran, Arkadiusz Wojna, Michał Kuzia |

| 18 kwietnia 2015 17:00 | Raport | KKK Krosno 65 – 77 Znicz Basket Pruszków                    | KKK Krosno 65 – 77 Znicz Basket Pruszków | KKK Krosno 65 – 77 Znicz Basket Pruszków |  | Pruszków Sędziowie: Marek Januszonek, Łukasz Jankowski, Piotr Stepaniuk |
| 18 kwietnia 2015 17:00 | Raport | Rezultaty w kwartach: 19–23, 16–19, 18–25, 12–10            |                                          |                                          |  | Pruszków Sędziowie: Marek Januszonek, Łukasz Jankowski, Piotr Stepaniuk |
| 18 kwietnia 2015 17:00 | Raport | Pkt: Linowski 19 Zb: Linowski 8 As: Czosnowski, Janiak po 4 |                                          | Pkt: Parzych 30 Zb: Dłuski 7 As: Baran 8 |  | Pruszków Sędziowie: Marek Januszonek, Łukasz Jankowski, Piotr Stepaniuk |
| 18 kwietnia 2015 17:00 | Raport | KKK Krosno wygrywa serię 3–0                                |                                          |                                          |  | Pruszków Sędziowie: Marek Januszonek, Łukasz Jankowski, Piotr Stepaniuk |

### Półfinały
| 24 kwietnia 2015 18:00 | Raport | PTG Sokół Łańcut 67 – 77 KKK Krosno             | PTG Sokół Łańcut 67 – 77 KKK Krosno | PTG Sokół Łańcut 67 – 77 KKK Krosno      |  | Łańcut Sędziowie: Marek Czernek, Jacek Litawa, Tomasz Tybor |
| 24 kwietnia 2015 18:00 | Raport | Rezultaty w kwartach: 15–14, 6–20, 15–16, 31–27 |                                     |                                          |  | Łańcut Sędziowie: Marek Czernek, Jacek Litawa, Tomasz Tybor |
| 24 kwietnia 2015 18:00 | Raport | Pkt: Bręk 17 Zb: Kulikowski 8 As: Bręk 5        |                                     | Pkt: Wyka 19 Zb: Dłuski 20 As: Parzych 6 |  | Łańcut Sędziowie: Marek Czernek, Jacek Litawa, Tomasz Tybor |

| 25 kwietnia 2015 17:30 | Raport | PTG Sokół Łańcut 58 – 72 KKK Krosno             | PTG Sokół Łańcut 58 – 72 KKK Krosno | PTG Sokół Łańcut 58 – 72 KKK Krosno                       |  | Łańcut Sędziowie: Marek Czernek, Jacek Litawa, Tomasz Tybor |
| 25 kwietnia 2015 17:30 | Raport | Rezultaty w kwartach: 21–22, 11–18, 21–18, 5–14 |                                     |                                                           |  | Łańcut Sędziowie: Marek Czernek, Jacek Litawa, Tomasz Tybor |
| 25 kwietnia 2015 17:30 | Raport | Pkt: Klima 13 Zb: Klima 10 As: Bręk 7           |                                     | Pkt: Oczkowicz 19 Zb: Wyka 11 As: Oczkowicz, Parzych po 4 |  | Łańcut Sędziowie: Marek Czernek, Jacek Litawa, Tomasz Tybor |

| 2 maja 2015 18:00 | Raport | KKK Krosno 76 – 86 PTG Sokół Łańcut                     | KKK Krosno 76 – 86 PTG Sokół Łańcut | KKK Krosno 76 – 86 PTG Sokół Łańcut          |  | Krosno Sędziowie: Janusz Kiełbiński, Arkadiusz Wojna, Mirosław Wysocki |
| 2 maja 2015 18:00 | Raport | Rezultaty w kwartach: 26–20, 12–24, 18–27, 20–15        |                                     |                                              |  | Krosno Sędziowie: Janusz Kiełbiński, Arkadiusz Wojna, Mirosław Wysocki |
| 2 maja 2015 18:00 | Raport | Pkt: Dłuski, Oczkowicz po 17 Zb: Dłuski 7 As: Parzych 4 |                                     | Pkt: Pławucki 21 Zb: Kulikowski 9 As: Bręk 7 |  | Krosno Sędziowie: Janusz Kiełbiński, Arkadiusz Wojna, Mirosław Wysocki |

| 3 maja 2015 18:00 | Raport | PTG Sokół Łańcut 84 – 97 KKK Krosno              | PTG Sokół Łańcut 84 – 97 KKK Krosno | PTG Sokół Łańcut 84 – 97 KKK Krosno        |  | Krosno Sędziowie: Jacek Litawa, Łukasz Jankowski, Bartłomiej Kucharski |
| 3 maja 2015 18:00 | Raport | Rezultaty w kwartach: 29–24, 20–20, 17–25, 18–28 |                                     |                                            |  | Krosno Sędziowie: Jacek Litawa, Łukasz Jankowski, Bartłomiej Kucharski |
| 3 maja 2015 18:00 | Raport | Pkt: Oczkowicz 19 Zb: Wyka 9 As: Baran 8         |                                     | Pkt: Rduch 26 Zb: Kulikowski 9 As: Bręk 11 |  | Krosno Sędziowie: Jacek Litawa, Łukasz Jankowski, Bartłomiej Kucharski |

| 6 maja 2015 18:00 | Raport | PTG Sokół Łańcut 86 – 78 KKK Krosno                   | PTG Sokół Łańcut 86 – 78 KKK Krosno | PTG Sokół Łańcut 86 – 78 KKK Krosno       |  | Łańcut Sędziowie: Adam Krasuski, Andrzej Walczak, Marcin Wasilewski |
| 6 maja 2015 18:00 | Raport | Rezultaty w kwartach: 20–16, 21–12, 24–21, 21–29      |                                     |                                           |  | Łańcut Sędziowie: Adam Krasuski, Andrzej Walczak, Marcin Wasilewski |
| 6 maja 2015 18:00 | Raport | Pkt: Bręk 19 Zb: Pisarczyk 8 As: Bręk, Pisarczyk po 5 |                                     | Pkt: Pieloch 17 Zb: Pieloch 8 As: Baran 9 |  | Łańcut Sędziowie: Adam Krasuski, Andrzej Walczak, Marcin Wasilewski |
| 6 maja 2015 18:00 | Raport | PTG Sokół Łańcut wygrywa serię 3–2                    |                                     |                                           |  | Łańcut Sędziowie: Adam Krasuski, Andrzej Walczak, Marcin Wasilewski |

| 25 kwietnia 2015 18:30 | Raport | IB BM SlamStal Ostrów Wielkopolski 78 – 68 Legia Warszawa' | IB BM SlamStal Ostrów Wielkopolski 78 – 68 Legia Warszawa' | IB BM SlamStal Ostrów Wielkopolski 78 – 68 Legia Warszawa' |  | Ostrów Wielkopolski Sędziowie: Marek Januszonek, Łukasz Jankowski, Tomasz Szczurewski |
| 25 kwietnia 2015 18:30 | Raport | Rezultaty w kwartach: 12–9, 12–24, 25–18, 29–17            |                                                            |                                                            |  | Ostrów Wielkopolski Sędziowie: Marek Januszonek, Łukasz Jankowski, Tomasz Szczurewski |
| 25 kwietnia 2015 18:30 | Raport | Pkt: Pisarczyk 21 Zb: Żurawski 14 As: Ochońko 7            |                                                            | Pkt: Aleksandrowicz 15 Zb: Ł. Wilczek 14 As: Ł. Wilczek 5  |  | Ostrów Wielkopolski Sędziowie: Marek Januszonek, Łukasz Jankowski, Tomasz Szczurewski |

| 26 kwietnia 2015 18:30 | Raport | IB BM SlamStal Ostrów Wielkopolski 67 – 79 Legia Warszawa | IB BM SlamStal Ostrów Wielkopolski 67 – 79 Legia Warszawa | IB BM SlamStal Ostrów Wielkopolski 67 – 79 Legia Warszawa           |  | Ostrów Wielkopolski Sędziowie: Adam Krasuski, Piotr Kustosz, Jacek Dolski |
| 26 kwietnia 2015 18:30 | Raport | Rezultaty w kwartach: 19–16, 25–19, 14–21, 9–23           |                                                           |                                                                     |  | Ostrów Wielkopolski Sędziowie: Adam Krasuski, Piotr Kustosz, Jacek Dolski |
| 26 kwietnia 2015 18:30 | Raport | Pkt: Pisarczyk 18 Zb: Pisarczyk 10 As: Ochońko 4          |                                                           | Pkt: Aleksandrowicz 19 Zb: Ł. Wilczek 10 As: trzech zawodników po 2 |  | Ostrów Wielkopolski Sędziowie: Adam Krasuski, Piotr Kustosz, Jacek Dolski |

| 2 maja 2015 19:45 | Raport | Legia Warszawa 83 – 86 IB BM SlamStal Ostrów Wielkopolski | Legia Warszawa 83 – 86 IB BM SlamStal Ostrów Wielkopolski | Legia Warszawa 83 – 86 IB BM SlamStal Ostrów Wielkopolski |  | Warszawa Sędziowie: Grzegorz Dziopak, Damian Kuziora, Damian Myszka |
| 2 maja 2015 19:45 | Raport | Rezultaty w kwartach: 21–28, 19–22, 27–11, 16–25          |                                                           |                                                           |  | Warszawa Sędziowie: Grzegorz Dziopak, Damian Kuziora, Damian Myszka |
| 2 maja 2015 19:45 | Raport | Pkt: Ł. Wilczek 16 Zb: Ł. Wilczek 11 As: Ł. Wilczek 7     |                                                           | Pkt: Suliński 25 Zb: Pisarczyk 7 As: Ochońko 8            |  | Warszawa Sędziowie: Grzegorz Dziopak, Damian Kuziora, Damian Myszka |

| 3 maja 2015 17:00 | Raport | Legia Warszawa 67 – 59 IB BM SlamStal Ostrów Wielkopolski | Legia Warszawa 67 – 59 IB BM SlamStal Ostrów Wielkopolski | Legia Warszawa 67 – 59 IB BM SlamStal Ostrów Wielkopolski |  | Warszawa Sędziowie: Marek Czernek, Andrzej Walczak, Marcin Wasilewski |
| 3 maja 2015 17:00 | Raport | Rezultaty w kwartach: 17–11, 23–21, 8–10, 19–17           |                                                           |                                                           |  | Warszawa Sędziowie: Marek Czernek, Andrzej Walczak, Marcin Wasilewski |
| 3 maja 2015 17:00 | Raport | Pkt: Kobus 19 Zb: Trybański 9 As: Bierwagen 2             |                                                           | Pkt: Żurawski 17 Zb: Zębski 10 As: Pisarczyk 3            |  | Warszawa Sędziowie: Marek Czernek, Andrzej Walczak, Marcin Wasilewski |

| 6 maja 2015 18:30 | Raport | IB BM SlamStal Ostrów Wielkopolski 71 – 58 Legia Warszawa | IB BM SlamStal Ostrów Wielkopolski 71 – 58 Legia Warszawa | IB BM SlamStal Ostrów Wielkopolski 71 – 58 Legia Warszawa |  | Ostrów Wielkopolski Sędziowie: Janusz Kiełbiński, Marek Januszonek, Jacek Dolski |
| 6 maja 2015 18:30 | Raport | Rezultaty w kwartach: 17–14, 16–8, 17–16, 21–20           |                                                           |                                                           |  | Ostrów Wielkopolski Sędziowie: Janusz Kiełbiński, Marek Januszonek, Jacek Dolski |
| 6 maja 2015 18:30 | Raport | Pkt: Pisarczyk 20 Zb: Pisarczyk 11 As: Ochońko 4          |                                                           | Pkt: Kobus 25 Zb: Ł. Wilczek 9 As: Ł. Wilczek 7           |  | Ostrów Wielkopolski Sędziowie: Janusz Kiełbiński, Marek Januszonek, Jacek Dolski |
| 6 maja 2015 18:30 | Raport | IB BM SlamStal Ostrów Wielkopolski wygrywa serię 3–2      |                                                           |                                                           |  | Ostrów Wielkopolski Sędziowie: Janusz Kiełbiński, Marek Januszonek, Jacek Dolski |

### o 3. miejsce
| 9 maja 2015 19:00 | Raport | Legia Warszawa 67 – 82 KKK Krosno                   | Legia Warszawa 67 – 82 KKK Krosno | Legia Warszawa 67 – 82 KKK Krosno         |  | Warszawa Sędziowie: Marek Czernek, Andrzej Walczak, Arkadiusz Wojna |
| 9 maja 2015 19:00 | Raport | Rezultaty w kwartach: 13–24, 14–20, 21–24, 19–14    |                                   |                                           |  | Warszawa Sędziowie: Marek Czernek, Andrzej Walczak, Arkadiusz Wojna |
| 9 maja 2015 19:00 | Raport | Pkt: Bierwagen 18 Zb: Trybański 10 As: Ł. Wilczek 6 |                                   | Pkt: Salamonik 25 Zb: Wyka 12 As: Baran 8 |  | Warszawa Sędziowie: Marek Czernek, Andrzej Walczak, Arkadiusz Wojna |

| 16 maja 2015 18:00 | Raport | KKK Krosno 110 – 77 Legia Warszawa                      | KKK Krosno 110 – 77 Legia Warszawa | KKK Krosno 110 – 77 Legia Warszawa                   |  | Krosno Sędziowie: Damian Myszka, Tomasz Tybor, Mirosław Wysocki |
| 16 maja 2015 18:00 | Raport | Rezultaty w kwartach: 28–31, 21–17, 33–16, 28–13        |                                    |                                                      |  | Krosno Sędziowie: Damian Myszka, Tomasz Tybor, Mirosław Wysocki |
| 16 maja 2015 18:00 | Raport | Pkt: Oczkowicz 24 Zb: Salamonik 10 As: Ransom 11        |                                    | Pkt: Paszkiewicz 20 Zb: Trybański 7 As: Ł. Wilczek 7 |  | Krosno Sędziowie: Damian Myszka, Tomasz Tybor, Mirosław Wysocki |
| 16 maja 2015 18:00 | Raport | KKK Krosno wygrywa dwumecz i zajmuje 3. miejsce w lidze |                                    |                                                      |  | Krosno Sędziowie: Damian Myszka, Tomasz Tybor, Mirosław Wysocki |

### Finał
| 9 maja 2015 18:30 | Raport | IB BM SlamStal Ostrów Wielkopolski 90 – 85 PTG Sokół Łańcut           | IB BM SlamStal Ostrów Wielkopolski 90 – 85 PTG Sokół Łańcut | IB BM SlamStal Ostrów Wielkopolski 90 – 85 PTG Sokół Łańcut | OT | Ostrów Wielkopolski Sędziowie: Marek Januszonek, Janusz Kiełbiński, Łukasz Jankowski |
| 9 maja 2015 18:30 | Raport | Rezultaty w kwartach: 22–12, 17–23, 15–19, 17–17 OT: 19–14            |                                                             |                                                             | OT | Ostrów Wielkopolski Sędziowie: Marek Januszonek, Janusz Kiełbiński, Łukasz Jankowski |
| 9 maja 2015 18:30 | Raport | Pkt: Mroczek-Truskowski, Żurawski po 21 Zb: Żurawski 15 As: Ochońko 5 |                                                             | Pkt: Bręk 22 Zb: Kulikowski 15 As: Rduch 5                  | OT | Ostrów Wielkopolski Sędziowie: Marek Januszonek, Janusz Kiełbiński, Łukasz Jankowski |

| 10 maja 2015 18:30 | Raport | IB BM SlamStal Ostrów Wielkopolski 74 – 72 PTG Sokół Łańcut | IB BM SlamStal Ostrów Wielkopolski 74 – 72 PTG Sokół Łańcut | IB BM SlamStal Ostrów Wielkopolski 74 – 72 PTG Sokół Łańcut |  | Ostrów Wielkopolski Sędziowie: Jacek Litawa, Paweł Baran, Jacek Dolski |
| 10 maja 2015 18:30 | Raport | Rezultaty w kwartach: 29–18, 15–13, 14–21, 16–20            |                                                             |                                                             |  | Ostrów Wielkopolski Sędziowie: Jacek Litawa, Paweł Baran, Jacek Dolski |
| 10 maja 2015 18:30 | Raport | Pkt: Pisarczyk 24 Zb: Żurawski 11 As: Ochońko 6             |                                                             | Pkt: Kulikowski 20 Zb: Pisarczyk 8 As: Bręk 9               |  | Ostrów Wielkopolski Sędziowie: Jacek Litawa, Paweł Baran, Jacek Dolski |

| 16 maja 2015 17:30 | Raport | PTG Sokół Łańcut 71 – 60 IB BM SlamStal Ostrów Wielkopolski | PTG Sokół Łańcut 71 – 60 IB BM SlamStal Ostrów Wielkopolski | PTG Sokół Łańcut 71 – 60 IB BM SlamStal Ostrów Wielkopolski                    |  | Łańcut Sędziowie: Adam Krasuski, Marek Czernek, Bartłomiej Kucharski |
| 16 maja 2015 17:30 | Raport | Rezultaty w kwartach: 18–14, 16–7, 15–16, 22–23             |                                                             |                                                                                |  | Łańcut Sędziowie: Adam Krasuski, Marek Czernek, Bartłomiej Kucharski |
| 16 maja 2015 17:30 | Raport | Pkt: Pławucki 16 Zb: Klima 10 As: Bręk 8                    |                                                             | Pkt: Mroczek-Truskowski 14 Zb: Żurawski 10 As: Mroczek-Truskowski, Zębski po 3 |  | Łańcut Sędziowie: Adam Krasuski, Marek Czernek, Bartłomiej Kucharski |

| 17 maja 2015 17:30 | Raport | PTG Sokół Łańcut 63 – 76 IB BM SlamStal Ostrów Wielkopolski                                           | PTG Sokół Łańcut 63 – 76 IB BM SlamStal Ostrów Wielkopolski | PTG Sokół Łańcut 63 – 76 IB BM SlamStal Ostrów Wielkopolski |  | Łańcut Sędziowie: Janusz Kiełbiński, Andrzej Walczak, Marcin Wasilewski |
| 17 maja 2015 17:30 | Raport | Rezultaty w kwartach: 11–21, 16–19, 11–15, 25–21                                                      |                                                             |                                                             |  | Łańcut Sędziowie: Janusz Kiełbiński, Andrzej Walczak, Marcin Wasilewski |
| 17 maja 2015 17:30 | Raport | Pkt: Pławucki 15 Zb: Kulikowski 9 As: Bręk 3                                                          |                                                             | Pkt: Ochońko 22 Zb: Pisarczyk, Żurawski po 10 As: Ochońko 7 |  | Łańcut Sędziowie: Janusz Kiełbiński, Andrzej Walczak, Marcin Wasilewski |
| 17 maja 2015 17:30 | Raport | IB BM SlamStal Ostrów Wielkopolski wygrywa serię 3–1 i awansuje do Polskiej Ligi Koszykówki 2015/2016 |                                                             |                                                             |  | Łańcut Sędziowie: Janusz Kiełbiński, Andrzej Walczak, Marcin Wasilewski |

## Klasyfikacja końcowa
| Lp. | Klub                               |
| --- | ---------------------------------- |
|     | IB BM SlamStal Ostrów Wielkopolski |
|     | PTG Sokół Łańcut                   |
|     | KKK Krosno                         |
| 4.  | Legia Warszawa                     |
| 5.  | Spójnia Stargard Szczeciński       |
| 6.  | Znicz Basket Pruszków              |
| 7.  | ACK UTH Rosa Radom                 |
| 8.  | ZAGŁĘBIE S.A.                      |
| 9.  | GTK Fluor Gliwice                  |
| 10. | GKS Tychy                          |
| 11. | KS Pogoń Prudnik                   |
| 12. | Astoria Bydgoszcz                  |
| 13. | SKK Siedlce                        |
| 14. | AZS Politechnika Poznań            |